# Carl Ludwig Wimmel

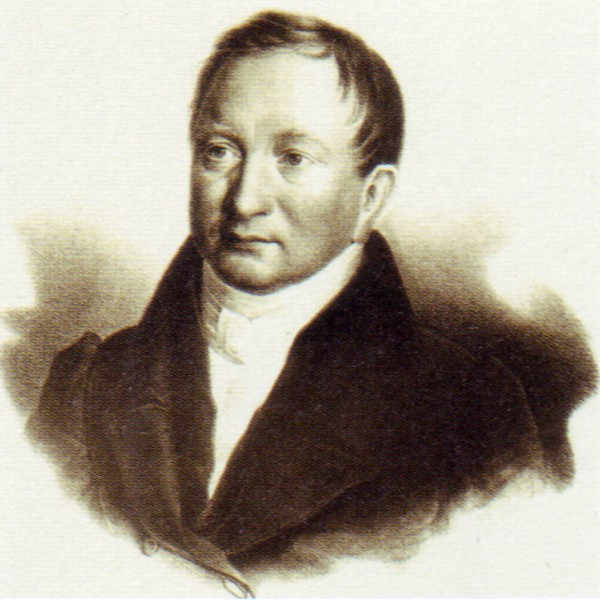
Carl Ludwig Wimmel, Lithografie von Carl Heinrich Kitzerow 1830

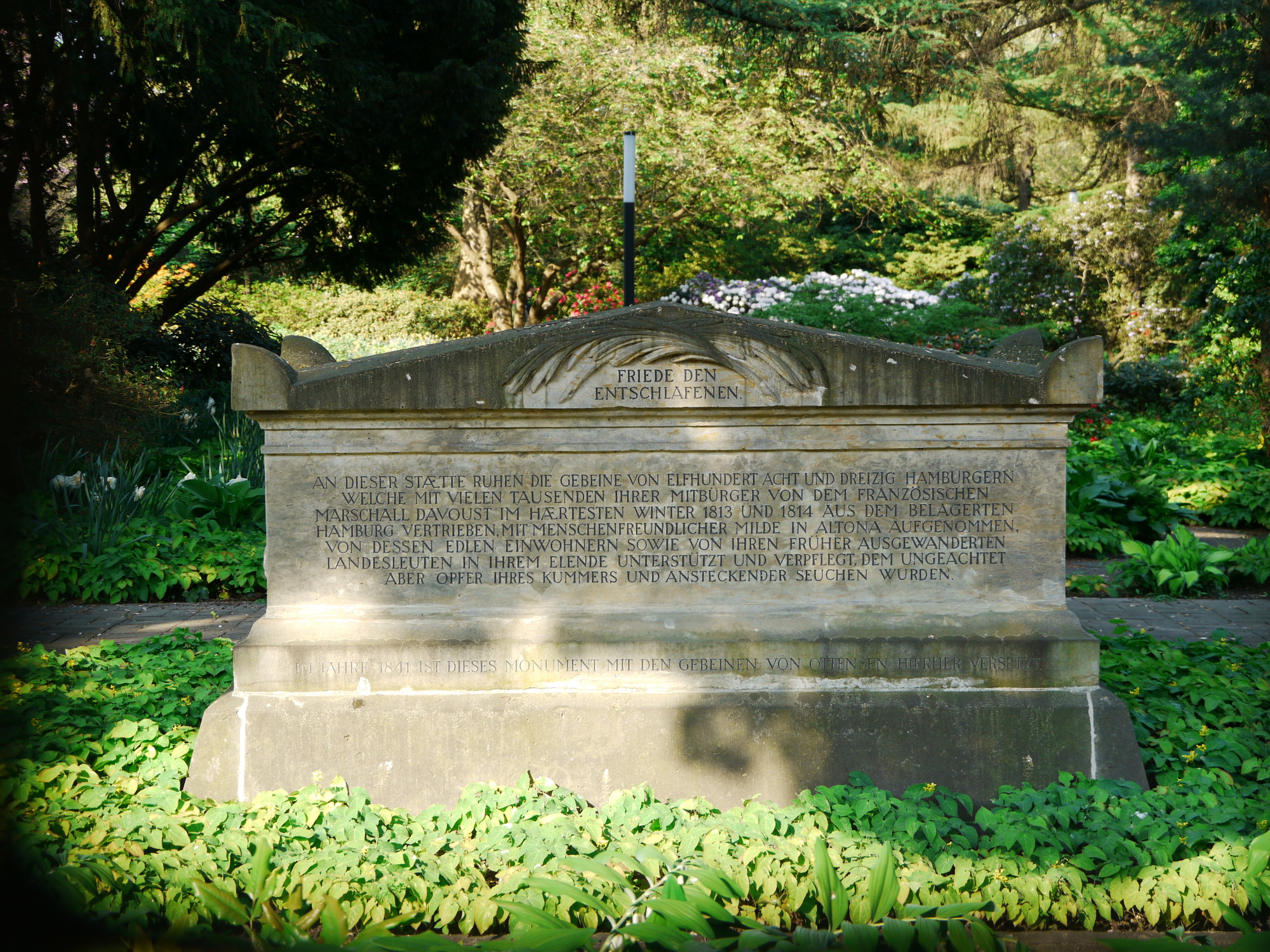
Gedenkstein für die Opfer des Belagerungswinters 1813/14 in Planten un Blomen

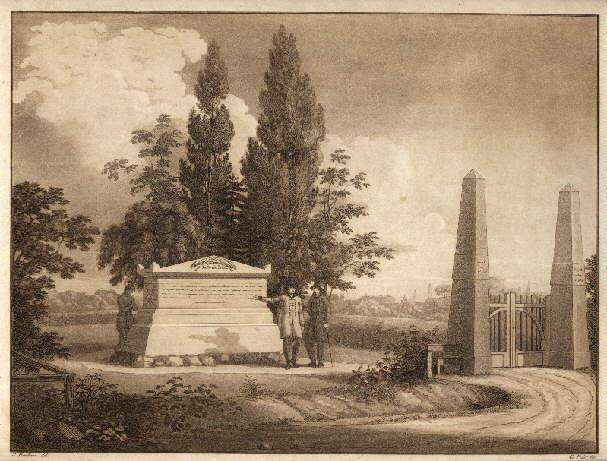
Gedenkstein am ursprünglichen Begräbnisplatz in Ottensen

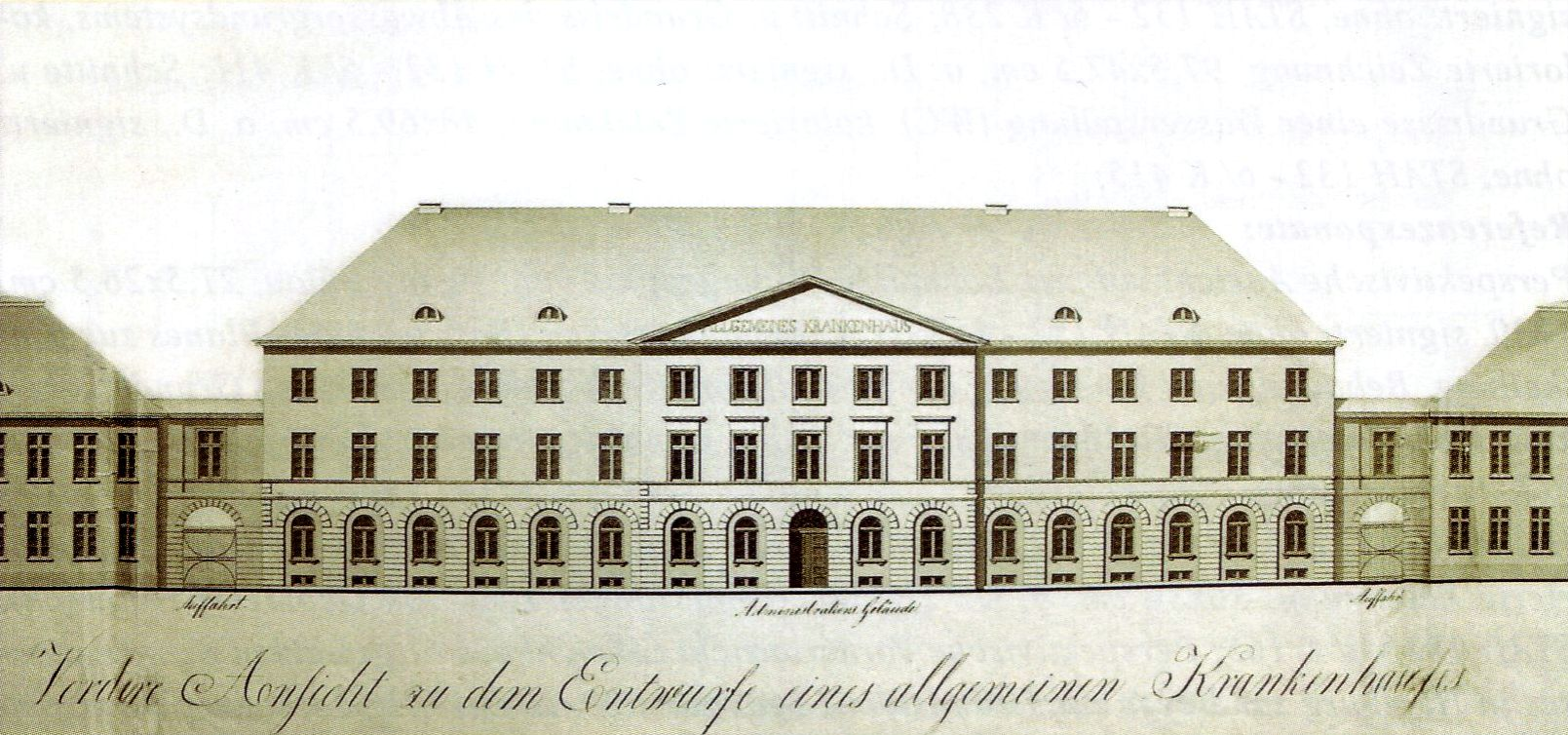
Krankenhaus St. Georg: Entwurf Wimmel

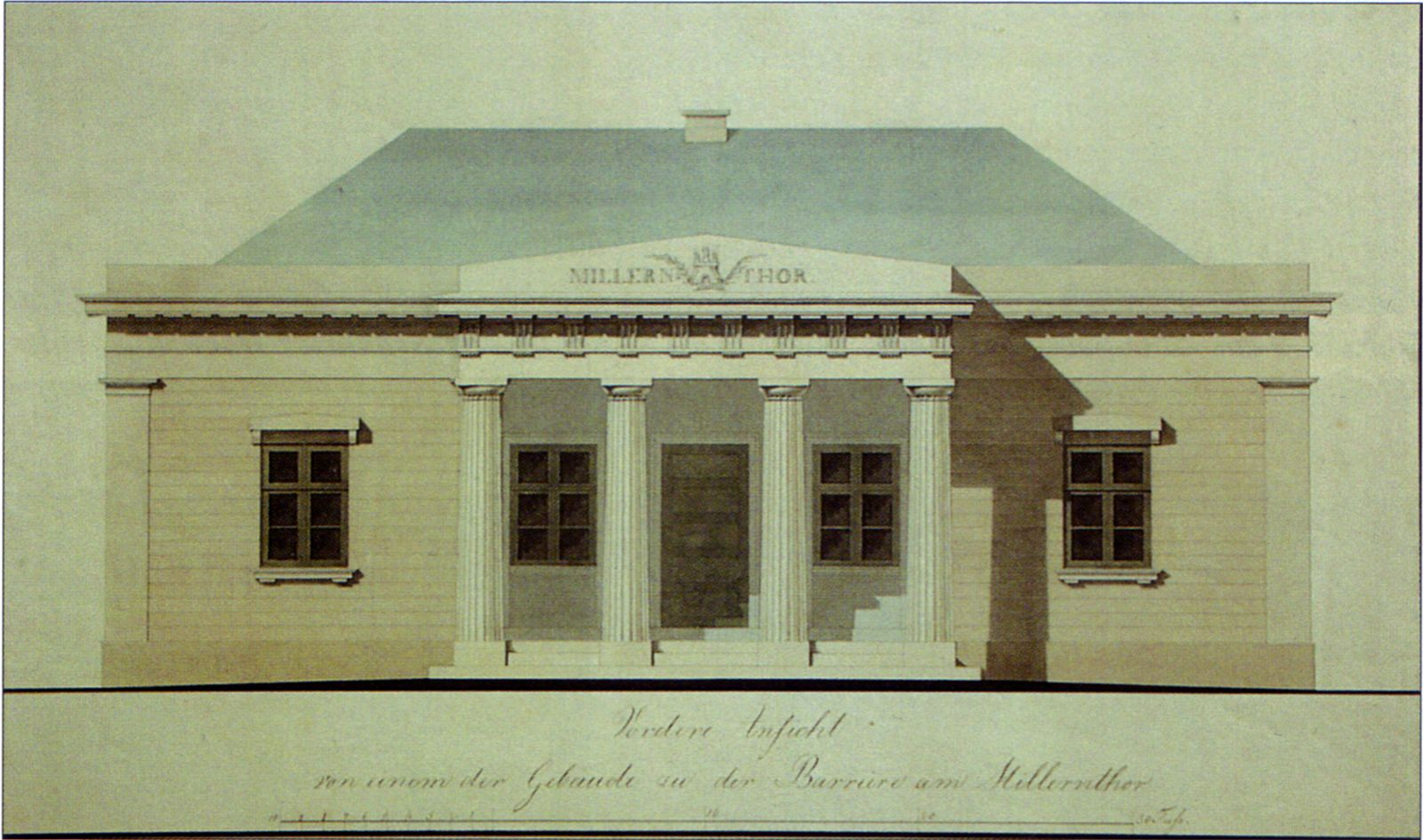
Millerntorwache, Entwurf 1819

Carl Ludwig Wimmel (* 23. Januar 1786 in Berlin; † 16. Februar 1845 in Hamburg) war ein deutscher Architekt und Baubeamter, der als erster Baudirektor Hamburgs Bedeutung erlangte. Mit seinen dem Klassizismus verpflichteten Bauten prägte er das Stadtbild Hamburgs im 19. Jahrhundert entscheidend mit. Zu seinen bekanntesten noch erhaltenen Bauwerken zählen das Krankenhaus St. Georg und die Hamburger Börse.

## Leben
Der Sohn eines Steinmetzmeisters kam bereits in jungen Jahren in Kontakt mit Berliner Architekten und Künstlern wie z. B. Karl Friedrich Schinkel, Gottfried Schadow und Christian Daniel Rauch. Nach einer Lehre als Zimmermann arbeitete Wimmel einige Zeit bei Carl Gotthard Langhans, bevor er 1807 nach Hamburg zog, wo er sich in kostenlosen Abendkursen der Patriotischen Gesellschaft fortbildete. Der Leiter der Abendschule, Christian Friedrich Lange, entdeckte Wimmels Talent und empfahl ihn für ein Stipendium der Patriotischen Gesellschaft, mit dessen Hilfe er 1809–1810 bei Friedrich Weinbrenner in Karlsruhe und anschließend an der École polytechnique in Paris studierte. Zum Abschluss seiner Studien absolvierte Wimmel gemeinsam mit den Söhnen Schadows eine mehrjährige Italienreise.
Zurück in Hamburg, machte Wimmel 1814 mit seinem Entwurf eines Denkmals für die im Belagerungswinter 1813/14 vertriebenen Hamburger auf sich aufmerksam, das ursprünglich in Ottensen aufgestellt und später auf die Dammtorfriedhöfe (heute: Planten un Blomen) versetzt wurde. Ein Jahr später gewann er den von der Patriotischen Gesellschaft ausgeschriebenen Architektenwettbewerb zum Bau eines Allgemeinen Krankenhauses in St. Georg, das seinerzeit als modernster Krankenhausbau in Europa galt.
1816 trat Wimmel als 2. Stadtbaumeisteradjunkt in den Hamburger Staatsdienst ein. Da die Stelle des Stadtbaumeisters nach dem Tod des letzten Amtsinhabers Peter Philipp Mehne 1815 nicht wiederbesetzt wurde, war Wimmel nach dem 1. Adjunkten formal der zweithöchste Baubeamte der Stadt und prägte in der Folgezeit das Stadtbild durch zahlreiche öffentliche Bauten entscheidend mit. Nach einer Reform der städtischen Bauverwaltung wurde er 1841 zum Baudirektor ernannt. Seine Amtszeit wurde überschattet vom Hamburger Brand 1842, die anschließende Neugestaltung der Innenstadt konnte Wimmel jedoch nur noch eingeschränkt mitgestalten; er starb nach längerer Krankheit 1845.
Im Bereich des Althamburgischen Gedächtnisfriedhofs des  Ohlsdorfer Friedhofs wird auf dem Sammelgrabmal Architekten  unter anderen an Carl Ludwig Wimmel erinnert.

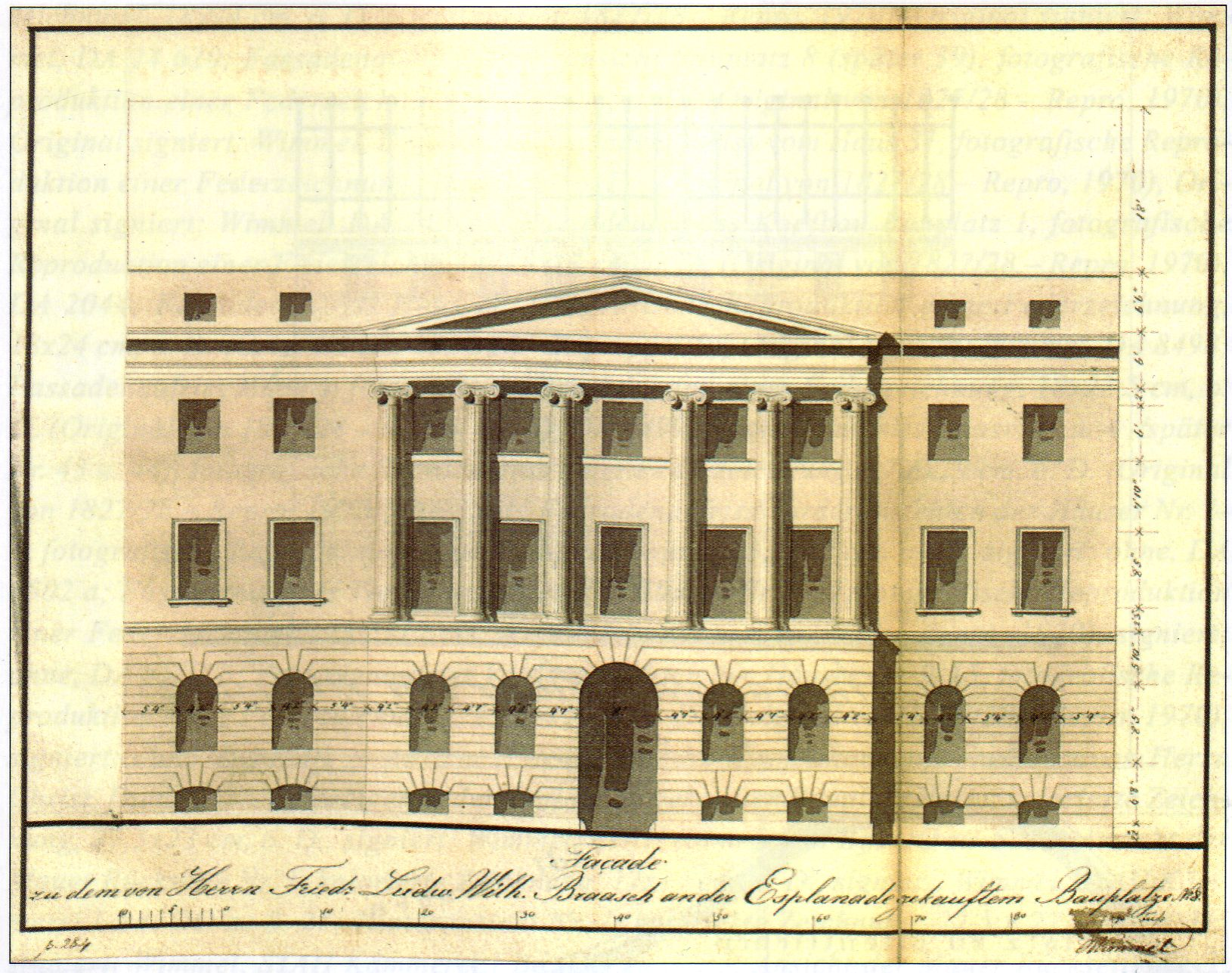
Fassadenentwurf für die Esplanade

Wimmel war Freimaurer der St. Johannis-Loge Zum Rothen Adler.
Nach Wimmel wurde 1907 der Wimmelsweg in Winterhude benannt.

## Bauten
- 1815: Denkmal der vertriebenen Hamburger
- 1817 ff.: Neugestaltung der Stadttore nach Entfestigung der Wallanlagen:
  - 1817: Dammtor (nicht erhalten)
  - 1818: Steintor (erhaltenes Wachgebäude Adenauerallee 70 heute als Restaurant genutzt)
  - 1819: Millerntor (eines der Wachgebäude ist erhalten)
- 1819–1820: St.-Pauli-Kirche in der gleichnamigen Vorstadt
- 1820–1823: Allgemeines Krankenhaus St. Georg
- 1823–1827: Bebauung am Zeughausmarkt (teilweise erhalten)
- 1825–1826: Englisch-reformierte Kirche am Johannisbollwerk (1891 abgebrochen)
- 1826–1827: Stadttheater an der Dammtorstraße (später von Martin Haller umgebaut, heute Hamburgische Staatsoper)
- 1827–1828: Lombardsbrücke (zusammen mit Johann Hermann Maack, 1865–68 durch Neubau von Maack ersetzt)
- 1827–1830: Nordbebauung der Esplanade (nicht erhalten)
- 1828–1830: Untersuchungsgefängnis Ferdinandstraße (nicht erhalten)
- 1833–1835: Neubau des Heiligengeist-Hospitals am Alsterfleet (nicht erhalten)
- 1834–1837: St.-Johannis-Kloster am Klosterwall (nicht erhalten)
- 1835: Neubau des Alsterpavillons (nicht erhalten)
- 1837–1840: Neubau des Johanneums auf dem Domplatz (nicht erhalten)
- 1837–1841: Neubau des Börsengebäudes in Hamburg (zusammen mit Franz Gustav Forsmann)
- 1838–1839: Neubau des Marien-Magdalenen-Klosters am Glockengießerwall (nicht erhalten)
- 1840: Altenwallbrücke (zusammen mit Maack, mehrfach erweitert und erneuert)
- 1840: Heiligengeistbrücke (1883–85 durch Neubau von Franz Andreas Meyer ersetzt)
- 1840–1841: Schlachthof am Johannisbollwerk (nicht erhalten)
- 1843: Adolphsbrücke (zusammen mit Maack)
- 1844–45: Bleichenbrücke (zusammen mit Maack)

Der achteckige Turmaufbau und der Turmhelm der St.-Petri-Kirche in Buxtehude ist nicht von Carl Ludwig Wimmel, sondern wurde nach Plänen von J. Wimmel neu errichtet.

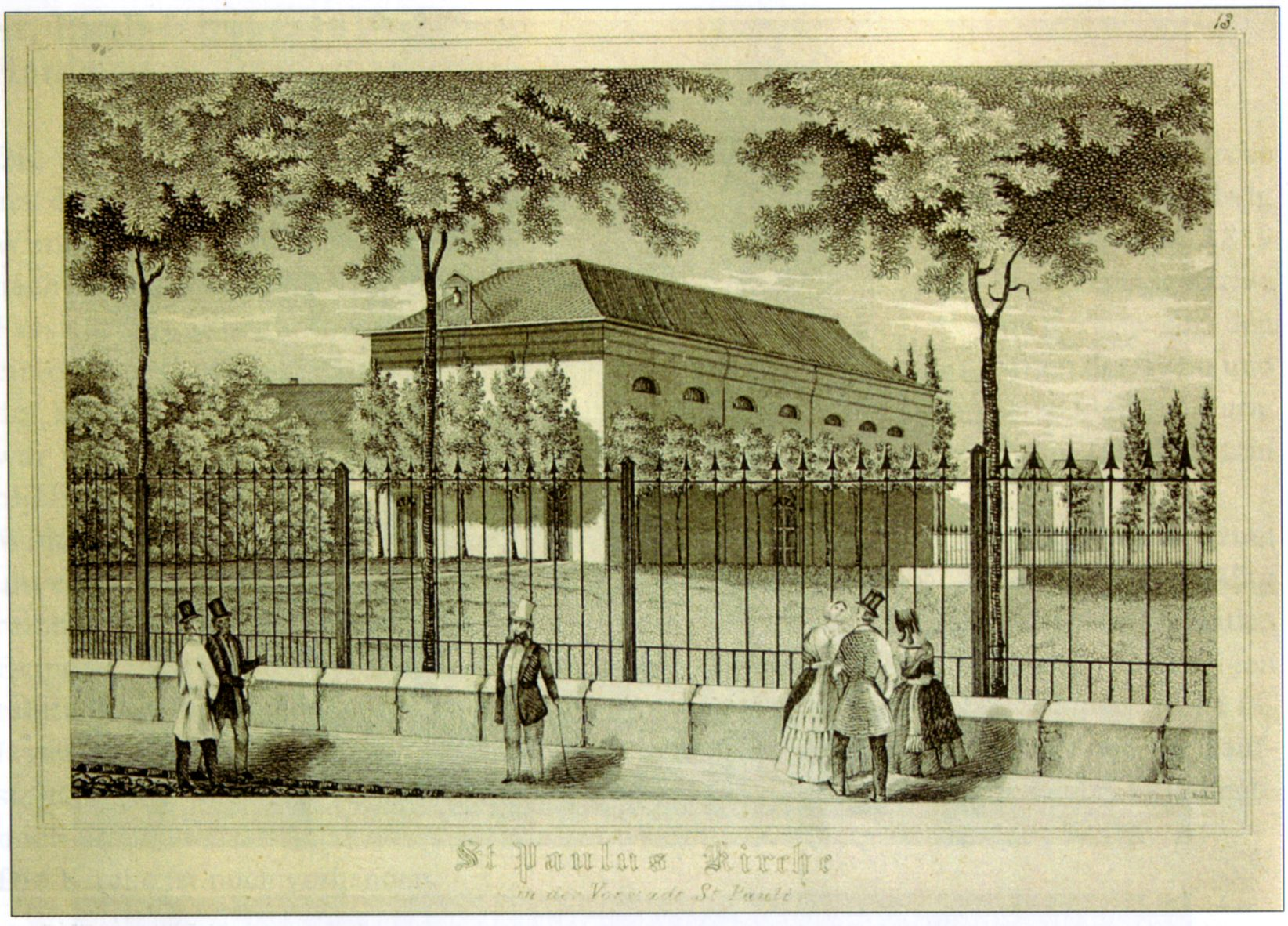
St.-Pauli-Kirche, 1818
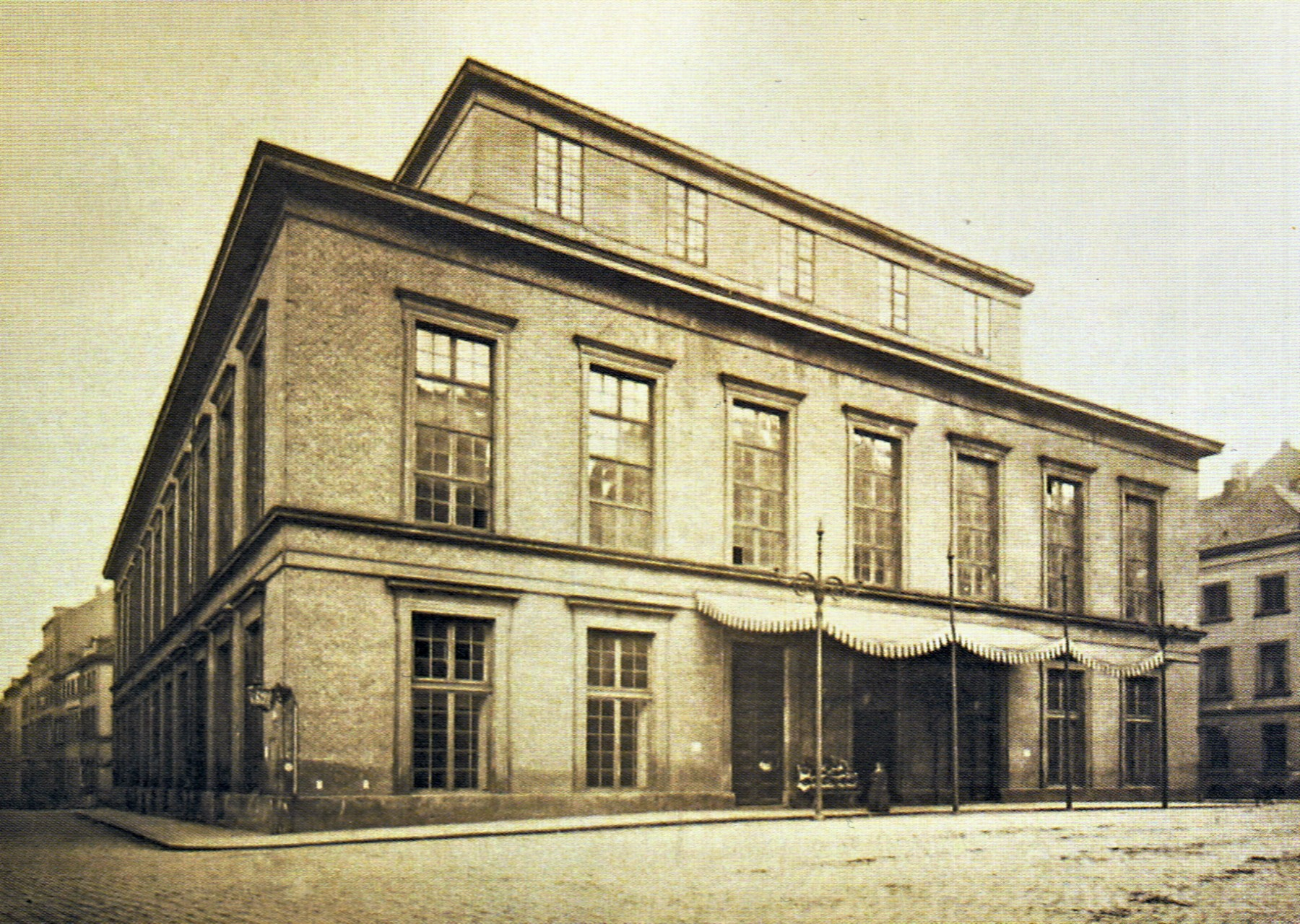
Stadttheater am Dammtor, 1827
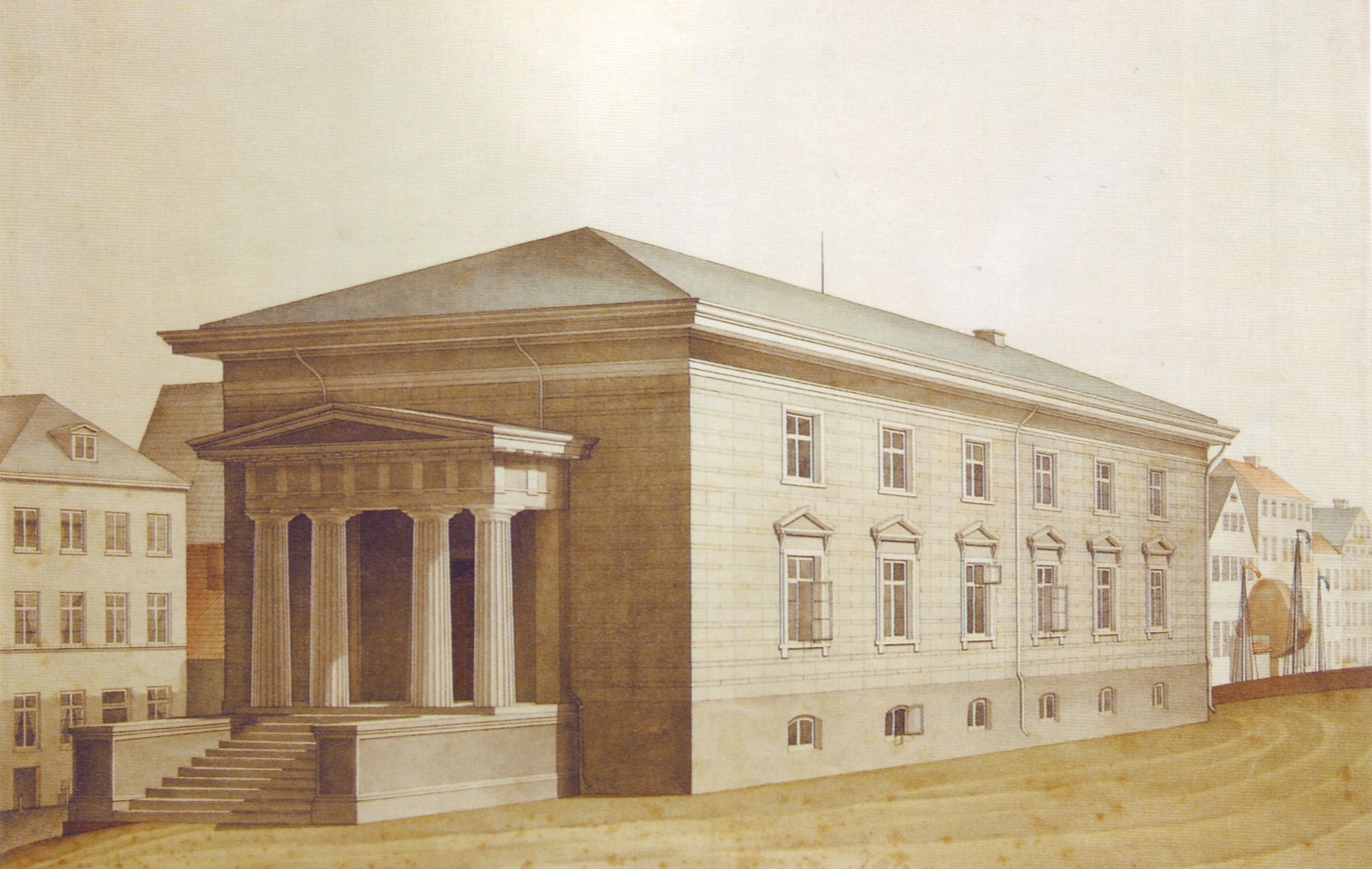
Englisch-reformierte Kirche, 1826
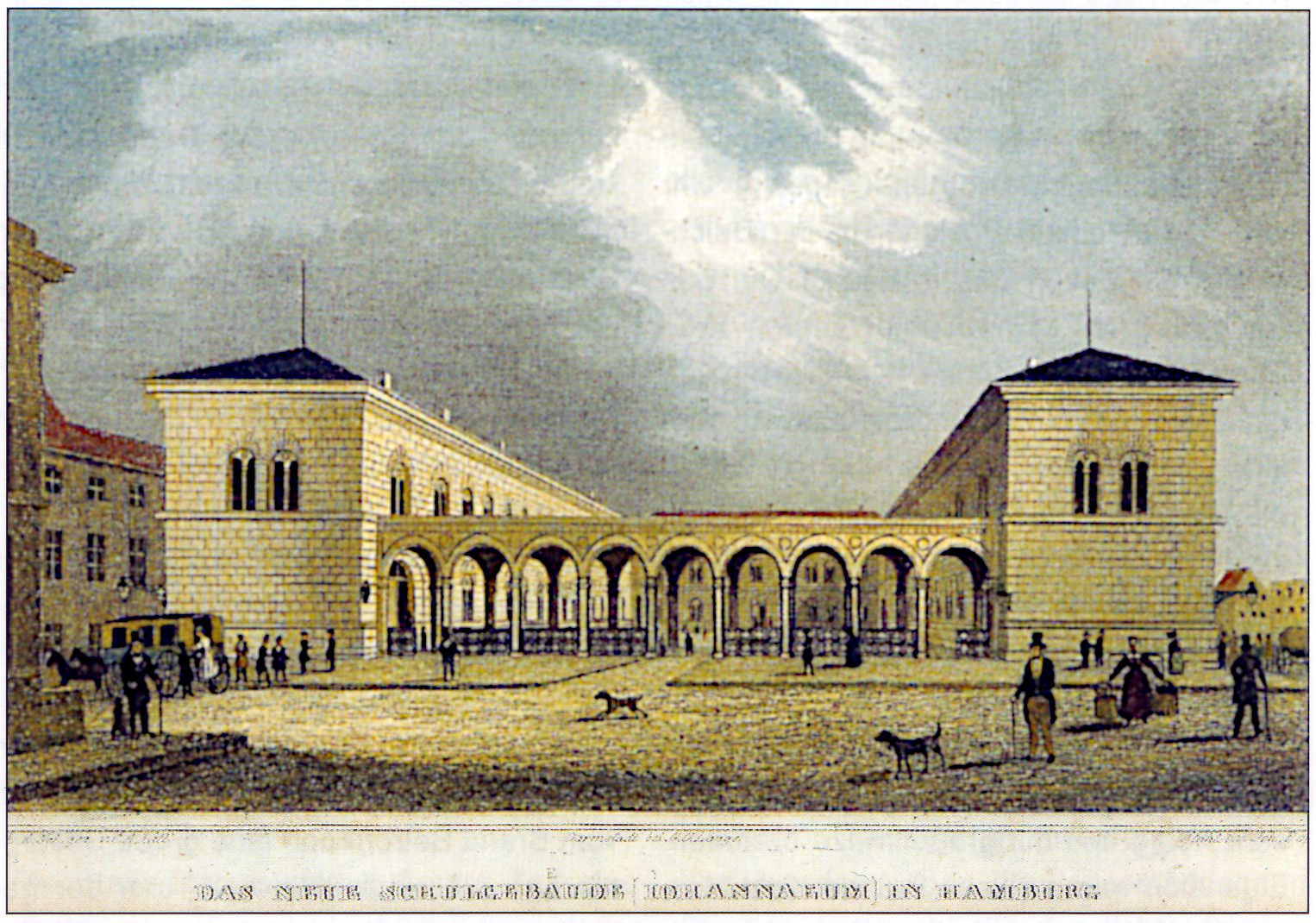
Johanneum, um 1840
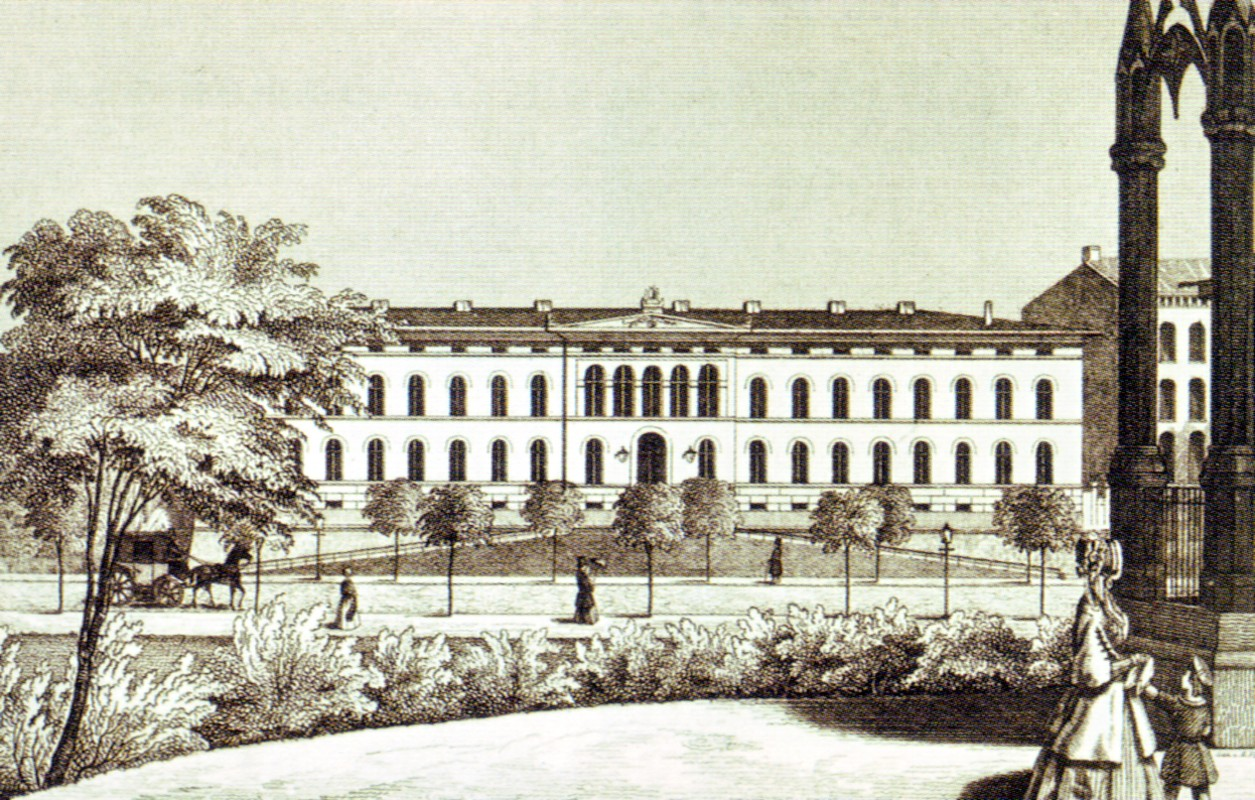
Marien-Magdalenen-Kloster, um 1840
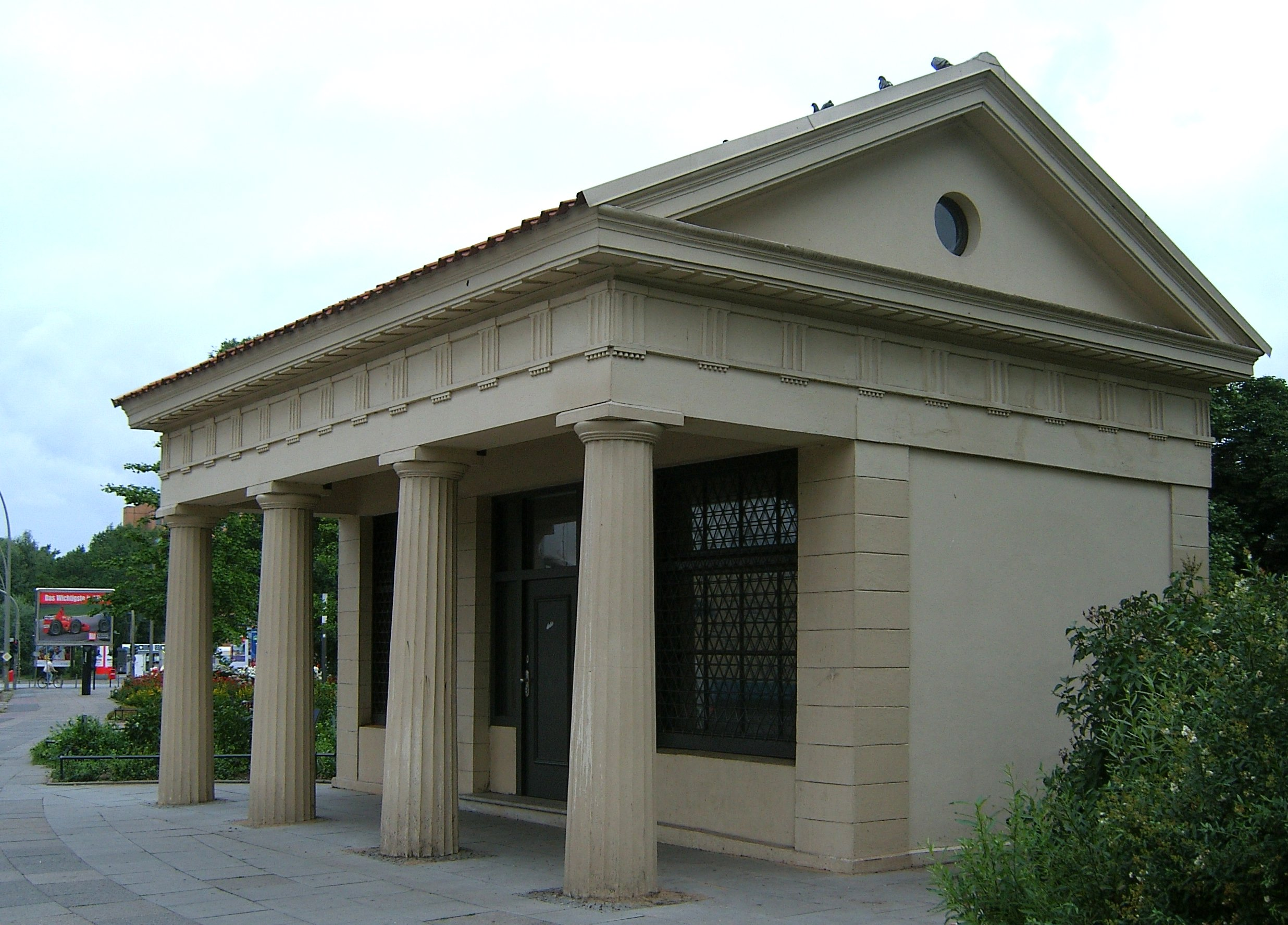
Millerntorwache
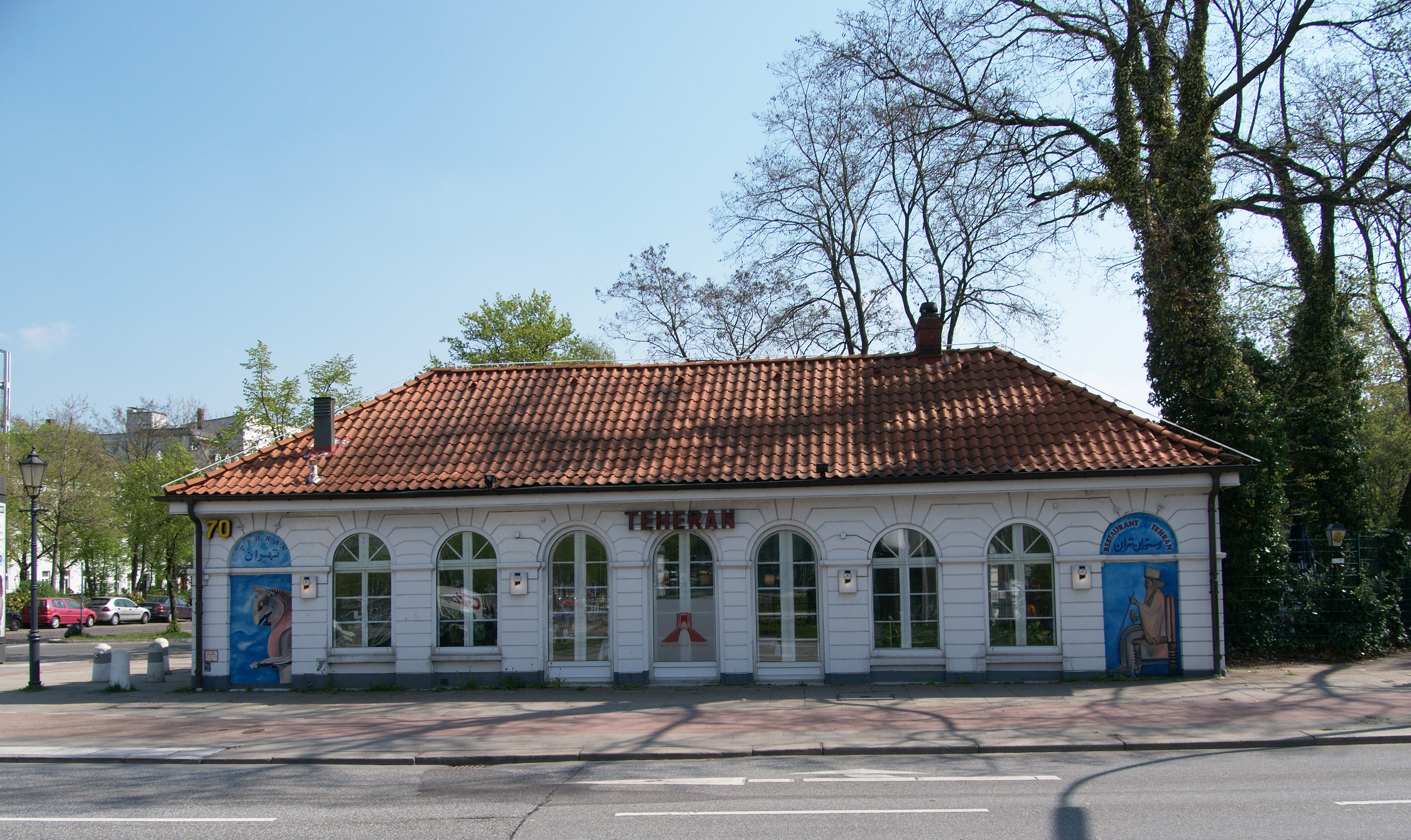
Steintorwache
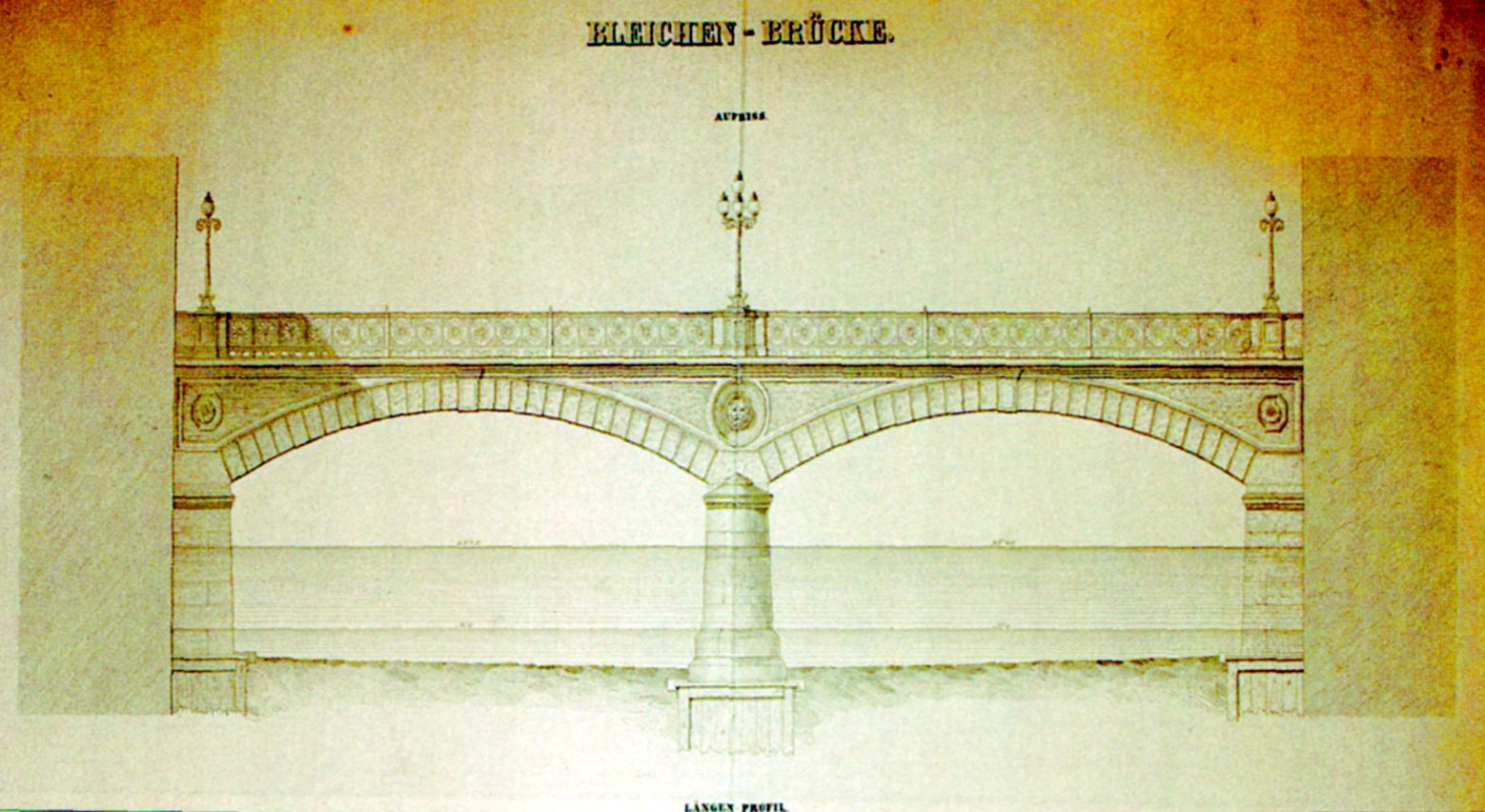
Bleichenbrücke, Entwurf 1844